# Weverton (football, 2003)
Pour l’article homonyme, voir Weverton.
Weverton Silva de Andrade, plus simplement connu sous le nom de Weverton, né le 17 février 2003 à Matrinchã, est un footballeur brésilien qui joue au poste de défenseur central au Cruzeiro EC.

## Biographie

### Carrière en club
Né à Matrinchã au Brésil, Weverton est formé par le Cruzeiro EC, où il commence sa carrière professionnelle, après être arrivé au club à l'âge de 13 ans,. Il joue son premier match avec l'équipe première du club le 27 février 2021, titularisé lors du match nul 1-1 contre l'Uberlândia.
Au printemps, il prolonge son contrat jusqu'en 2024 plus une année en option.
Lors de cette saison 2021, il prend part à un total de 13 rencontre avec Cruzeiro, se faisant une place dans l'effectif professionnel dirigé par Felipe Conceição,,, bien que freiné par le covid, trouvant ensuite plus de difficulté à s'exprimer avec les entraineurs qui succèdent à Conceição,.
Lors de la saison 2022, il ne prend ainsi part qu'à deux rencontres en Championnat du Minas Gerais, pendant que son équipe remporte le championnat brésilien de deuxième division, et est ainsi promue en première division,.

### Carrière en sélection
Appelé avec l'équipe du Brésil des moins de 20 ans dès début 2022, Weverton prend ensuite part à un tournoi amical en juin 2022,.
Le 8 décembre 2022, il est sélectionné par Ramon Menezes pour le Championnat d'Amérique du Sud des moins de 20 ans qui a lieu début 2023,. Titulaire lors du premier match contre le Pérou il se fracture cependant la cheville lors de cette victoire 3-0, et doit déclarer forfait pour le reste de la compétition.
Le Brésil remporte le championnat pour la première fois en 12 ans, après avoir battu l'Uruguay, son dauphin, lors de la dernière journée,.

## Palmarès
Brésil -20 ans
- Championnat d'Amérique du Sud
  - Champion en 2023